# Guillaume II de Provence
Pour les articles homonymes, voir Guillaume II.
Guillaume II de Provence (né en 982  et mort le 4 mars 1018), dit le Pieux.
Comte de Provence (993-1018) ; il ne peut récupérer le titre de marquis qui échoit à son oncle Rotboald II.
En raison d'un grand-oncle appelé lui aussi Guillaume, frère de Boson II comte d'Arles, il est parfois dénommé Guillaume III de Provence.

## Biographie

### Origines et premières années
Il est le fils de Guillaume Ier dit le Libérateur (c.955-993) et de sa seconde épouse, Adélaïde d'Anjou. Bien que la filiation entre Adélaïde et son fils Guillaume soit attestée par de nombreuses chartes contemporaines et soit acceptée par les historiens médiévistes, certaines compilations généalogiques de seconde main persistent à en faire le fils d'Arsinde de Comminges, la première femme de Guillaume le Libérateur.
Le jeune Guillaume est cité pour la première fois en 990 dans une charte signée par son père le comte Guillaume Ier, sa mère la comtesse Adélaïde et son oncle Rotboald. 

### Comte de Provence
Comte en 993, alors qu'il est encore enfant, il le devient effectivement en 999. Vers 1002, il épouse Gerberge de Bourgogne, fille d'Othon Guillaume, comte de Bourgogne et d'Ermentrude de Roucy, comtesse de Macon et de Besançon, dite de Reims. 
Il participe en 1005 à l'assemblée présidée par sa mère la comtesse Adélaïde qui règle la condition de l'abbaye de Saint-Victor de Marseille.
En 1008 à la mort de son oncle Rotboald, Guillaume étant trop jeune pour exercer avec autorité la fonction comtale, l'aristocratie met le pouvoir comtal en cause dans une révolte qui n'est que la première d'une longue série. La nouvelle génération nobiliaire, conteste avec violence les donations pieuses accordées par le marquis et son entourage. Ce n'est qu'en 1009 que la comtesse Adelaïde réussit avec difficulté à rétablir la paix. Vers 1014, la pape Benoît VIII s'adresse à Guillaume II et à Adélaïde, qui gouverne avec lui,  pour les engager à réprimer les brigandages des seigneurs qui envahissent les biens de l'abbaye de Saint-Gilles.
Les violences avec la maison de Fos reprennent un peu après. Dans le passé la forteresse de Fos, qui commandait l'entrée de l'étang de Berre où se trouvaient de nombreux salins, ainsi que Hyères, avait été confiée à un vicomte, Pons. Or, celui-ci refuse l'hommage et la restitution au comte en 1018. Avec l'aide du vicomte de Marseille Fulco et d'autres grands, Guillaume II de Provence part en guerre contre Pons de Fos, mais est tué dans les combats, en 1018 avant le 30 mai, probablement le 4 mars.
Guillaume II est inhumé dans les fondements de l'église en cours de construction de l'abbaye de Montmajour qui au début du XIe siècle devient la nécropole des comtes de Provence. Sa dépouille est rejointe en 1026, par celle de la comtesse Adélaïde et en 1063 par celle du comte Geoffroy. Toutes les trois initialement déposées dans la crypte du XIe siècle sont transférées au XIIe siècle au cloître.

## Familles
Le comté de Provence est partagé (en indivision) entre ses trois fils :
- Guillaume IV (avant 1013, mort entre 1019 et 1030), comte de Provence, connu par divers actes dont une donation à l'abbaye Saint-Victor de Marseille. Il n'eut pas de postérité ;
- Foulques Bertrand (1014 - 1051), comte de Provence. Sa part devint ensuite le comté de Forcalquier ;
- Geoffroi (1015, mort en 1061 ou 1062), comte de Provence.